# Oospila curtimacula
Oospila curtimacula là một loài bướm đêm trong họ Geometridae.